# Liège-Bastogne-Liège 2013
La 99e édition de Liège-Bastogne-Liège a eu lieu le 21 avril 2013. Il s'agit de la 13e épreuve de l'UCI World Tour 2013. La course a été remportée en solitaire par l'Irlandais Daniel Martin (Garmin-Sharp) respectivement devant les Espagnols Joaquim Rodríguez (Katusha) et Alejandro Valverde (Movistar),,,,,.
Martin, vainqueur du dernier Tour de Catalogne, s'impose pour la première fois lors d'un monument du cyclisme. Le Suisse Fabian Cancellara (RadioShack-Leopard) absent de la course conserve toutefois sa première place de l'UCI World Tour.

## Présentation
Ce Liège-Bastogne-Liège est la dernière des trois classiques ardennaises inscrites à l'UCI World Tour ainsi que le quatrième monument après Milan-San Remo, le Tour des Flandres et Paris-Roubaix. Elle se déroule une semaine après l'Amstel Gold Race et quatre jours après la Flèche wallonne. Cette classique est le plus souvent remportée par grimpeur voir un puncheur avec une arrivée en légère montée dans la commune d'Ans.

### Parcours
Le principal changement dans le parcours est le remplacement de la côte de la Roche-aux-faucons par la côte de Colonster,,,,,,,,.
| Num | Nom                                 | km    | Longueur (m) | Pente moyenne | km de l'arrivée |
| --- | ----------------------------------- | ----- | ------------ | ------------- | --------------- |
| 1   | Côte de la Roche-en-Ardenne         | 70    | 2 800        | 6,2 %         | 191,5           |
| 2   | Côte de Saint-Roch                  | 116,5 | 1 000        | 11 %          | 145             |
| 3   | Côte de Wanne                       | 160   | 2 700        | 7,3 %         | 101,5           |
| 4   | Côte de Stockeu (Stèle Eddy Merckx) | 166,5 | 1 000        | 12,2 %        | 95              |
| 5   | Côte de la Haute-Levée              | 172,5 | 3 600        | 5,7 %         | 89              |
| 6   | Col du Rosier                       | 185   | 4 400        | 5,9 %         | 76,5            |
| 7   | Côte du Maquisard                   | 197,5 | 2 500        | 5 %           | 64              |
| 8   | Mont-Theux                          | 208   | 2 700        | 5,9 %         | 53,5            |
| 9   | Côte de La Redoute                  | 223   | 2 000        | 8,8 %         | 38,5            |
| 10  | Côte de Colonster                   | 244,5 | 2 400        | 6 %           | 17              |
| 11  | Côte de Saint-Nicolas               | 256   | 2 200        | 8,6 %         | 5,5             |

### Équipes
L'organisateur a communiqué une liste de sept équipes invitées le 25 février 2013,. 25 équipes participent à ce Liège-Bastogne-Liège - 19 ProTeams et 6 équipes continentales professionnelles :
| Nom de l'équipe         | Pays        | Code |
| ----------------------- | ----------- | ---- |
| AG2R La Mondiale        | France      | ALM  |
| Argos-Shimano           | Pays-Bas    | ARG  |
| Astana                  | Kazakhstan  | AST  |
| Blanco                  | Pays-Bas    | BLA  |
| BMC Racing              | États-Unis  | BMC  |
| Cannondale              | Italie      | CAN  |
| Euskaltel Euskadi       | Espagne     | EUS  |
| FDJ                     | France      | FDJ  |
| Garmin-Sharp            | États-Unis  | GRS  |
| Katusha                 | Russie      | KAT  |
| Lampre-Merida           | Italie      | LAM  |
| Lotto-Belisol           | Belgique    | LTB  |
| Movistar                | Espagne     | MOV  |
| Omega Pharma-Quick Step | Belgique    | OPQ  |
| Orica-GreenEDGE         | Australie   | OGE  |
| RadioShack-Leopard      | Luxembourg  | RLT  |
| Saxo-Tinkoff            | Danemark    | TST  |
| Sky                     | Royaume-Uni | SKY  |
| Vacansoleil-DCM         | Pays-Bas    | VCD  |

| Nom de l'équipe             | Pays     | Code |
| --------------------------- | -------- | ---- |
| Accent Jobs-Wanty           | Belgique | AJW  |
| Europcar                    | France   | EUC  |
| Crelan-Euphony              | Belgique | CRE  |
| IAM                         | Suisse   | IAM  |
| Cofidis                     | France   | COF  |
| Topsport Vlaanderen-Baloise | Belgique | TSV  |

### Favoris
Au premier rang des favoris on citera le Belge Philippe Gilbert (BMC Racing),,,, vainqueur en 2011, les Espagnols Alejandro Valverde (Movistar), vainqueur en 2006 et 2008 et Joaquim Rodríguez (Katusha), ainsi que le Tchèque Roman Kreuziger (Saxo-Tinkoff) et le Colombien Sergio Henao (Sky),.
Les meilleurs outsiders sont Enrico Gasparotto et Vincenzo Nibali (Astana), Pierre Rolland (Europcar), Christopher Froome (Sky), Daniel Moreno (Katusha), Michał Kwiatkowski (Omega Pharma-Quick Step), Nairo Quintana (Movistar), Bauke Mollema (Blanco), Daniel Moreno (Katusha), Daniel Martin (Garmin-Sharp), Jelle Vanendert (Lotto-Belisol) et Simon Gerrans (Orica-GreenEDGE),,,,.

## Récit de la course
25 équipes inscrivent 8 coureurs sauf la formation belge Topsport Vlaanderen-Baloise qui n'en compte que 7 ce qui fait un total de 199 coureurs au départ de la course. Après 4 kilomètres de course, six hommes faussent compagnie au peloton : les Belges Bart De Clercq, Frederik Veuchelen et Sander Armee, les Suisses Jonathan Fumeaux et Pirmin Lang ainsi que le Français Vincent Jérôme. L'échappée compte jusqu'à 10 minutes d'avance sur le peloton emmené par les équipes Katusha, Astana et Movistar puis par les Saxo-Tinkoff d'Alberto Contador. À l'avant, Lang et Armee sont lâchés dans la côte de Stockeu puis De Clercq est victime d'une crevaison puis de problèmes mécaniques. Au pied de la côte de la Redoute, les derniers échappés n'ont plus qu'une poignée de secondes d'avance sur le peloton et sont rapidement repris. Regroupement général. Dans la côte de Colonster, un nouveau groupe des six hommes se détache et passe en tête au sommet. Il est formé par Rigoberto Urán, Ryder Hesjedal, Alberto Contador, Igor Antón, Giampaolo Caruso et Rui Costa. Hesjedal, profitant de la rivalité des favoris, démarre et prend une petite vingtaine de secondes à ses ex-compagnons qui sont repris par le peloton. Au sommet de la côte de Saint-Nicolas, un nouveau groupe s'est formé avec Hesjedal, Dan Martin, Michele Scarponi, Carlos Betancur, Joaquim Rodríguez
et Alejandro Valverde mais sans Philippe Gilbert, décramponné. Dans l'ultime montée vers le plateau d'Ans, Rodriguez place une attaque tranchante. Dan Martin est le seul à revenir dans son sillage avant de le dépasser et de franchir la ligne d'arrivée en vainqueur.

## Classement final
|    | Coureur                  | Équipe           |    | Temps           | Points UCI |
| -- | ------------------------ | ---------------- | -- | --------------- | ---------- |
| 1  | Daniel Martin (IRL)      | Garmin-Sharp     | en | 6 h 38 min 07 s | 100        |
| 2  | Joaquim Rodríguez (ESP)  | Katusha          | +  | 3 s             | 80         |
| 3  | Alejandro Valverde (ESP) | Movistar         |    | 9 s             | 70         |
| 4  | Carlos Betancur (COL)    | AG2R La Mondiale |    | 9 s             | 60         |
| 5  | Michele Scarponi (ITA)   | Lampre-Merida    |    | 9 s             | 50         |
| 6  | Enrico Gasparotto (ITA)  | Astana           |    | 18 s            | 40         |
| 7  | Philippe Gilbert (BEL)   | BMC Racing       |    | 18 s            | 30         |
| 8  | Ryder Hesjedal (CAN)     | Garmin-Sharp     |    | 18 s            | 20         |
| 9  | Rui Costa (POR)          | Movistar         |    | 18 s            | 10         |
| 10 | Simon Gerrans (AUS)      | Orica-GreenEDGE  |    | 18 s            | 4          |

### Prix des côtes
Désormais, seul le coureur qui passe en tête d'une côte marquera des points.
|   | Cycliste           | Équipe          | Points |
| - | ------------------ | --------------- | ------ |
| 1 | Pirmin Lang        | IAM             | 3      |
| 2 | Bart De Clercq     | Lotto-Belisol   | 3      |
| 3 | Daniel Martin      | Garmin-Sharp    | 1      |
| 4 | Rigoberto Urán     | Sky             | 1      |
| 5 | Frederik Veuchelen | Vacansoleil-DCM | 1      |
| 6 | Jakob Fuglsang     | Astana          | 1      |

## Liste des participants
- Liste de départ complète

| Légende | Légende                                                                    | Légende | Légende                                                    |
| ------- | -------------------------------------------------------------------------- | ------- | ---------------------------------------------------------- |
| Num     | Dossard de départ porté par le coureur sur ce Liège-Bastogne-Liège         | Pos     | Position à l'arrivée de la course                          |
|         | Indique un maillot de champion national ou mondial, suivi de sa spécialité | NP      | Indique un coureur qui n'a pas pris le départ de la course |
| AB      | Indique un coureur qui n'a pas terminé la course                           | HD      | Indique un coureur qui a terminé la course hors des délais |

| Astana AST | Astana AST                  | Astana AST |
| ---------- | --------------------------- | ---------- |
| Num        | Coureur                     | Pos        |
| 1          | Maxim Iglinskiy (KAZ)       | 21e        |
| 2          | Jakob Fuglsang (DEN)        | 32e        |
| 3          | Enrico Gasparotto (ITA)     | 6e         |
| 4          | Francesco Gavazzi (ITA)     | 84e        |
| 5          | Andriy Grivko (UKR) (Route) | 62e        |
| 6          | Alexey Lutsenko (KAZ)       | AB         |
| 7          | Vincenzo Nibali (ITA)       | 23e        |
| 8          | Simone Ponzi (ITA)          | AB         |

| Cannondale CAN | Cannondale CAN             | Cannondale CAN |
| -------------- | -------------------------- | -------------- |
| Num            | Coureur                    | Pos            |
| 11             | Moreno Moser (ITA)         | 124e           |
| 12             | Stefano Agostini (ITA)     | AB             |
| 13             | Damiano Caruso (ITA)       | 59e            |
| 14             | Alessandro De Marchi (ITA) | 25e            |
| 15             | Michel Koch (GER)          | 142e           |
| 17             | Daniele Ratto (ITA)        | 38e            |
| 18             | Brian Vandborg (DEN)       | 116e           |
| 20             | Cristiano Salerno (ITA)    | 137e           |

| Europcar EUC | Europcar EUC           | Europcar EUC |
| ------------ | ---------------------- | ------------ |
| Num          | Coureur                | Pos          |
| 21           | Pierre Rolland (FRA)   | 24e          |
| 22           | Yukiya Arashiro (JPN)  | 46e          |
| 23           | Anthony Charteau (FRA) | 108e         |
| 24           | Cyril Gautier (FRA)    | 74e          |
| 25           | Vincent Jérôme (FRA)   | AB           |
| 26           | Davide Malacarne (ITA) | AB           |
| 27           | Kévin Réza (FRA)       | 96e          |
| 28           | David Veilleux (CAN)   | AB           |

| Sky SKY | Sky SKY                      | Sky SKY |
| ------- | ---------------------------- | ------- |
| Num     | Coureur                      | Pos     |
| 31      | Christopher Froome (GBR)     | 36e     |
| 32      | Sergio Henao (COL)           | 16e     |
| 33      | Vasil Kiryienka (BLR)        | AB      |
| 34      | David López García (ESP)     | 66e     |
| 35      | Richie Porte (AUS)           | AB      |
| 36      | Kanstantsin Siutsou (BLR)    | 98e     |
| 37      | Jonathan Tiernan-Locke (GBR) | AB      |
| 38      | Rigoberto Urán (COL)         | 53e     |

| BMC Racing BMC | BMC Racing BMC                 | BMC Racing BMC |
| -------------- | ------------------------------ | -------------- |
| Num            | Coureur                        | Pos            |
| 41             | Philippe Gilbert (BEL) (Route) | 7e             |
| 42             | Brent Bookwalter (USA)         | 110e           |
| 43             | Marcus Burghardt (GER)         | 70e            |
| 44             | Steve Cummings (GBR)           | AB             |
| 45             | Mathias Frank (SUI)            | 122e           |
| 47             | Amaël Moinard (FRA)            | 76e            |
| 48             | Greg Van Avermaet (BEL)        | 63e            |
| 50             | Dominik Nerz (GER)             | 86e            |

| Katusha KAT | Katusha KAT                   | Katusha KAT |
| ----------- | ----------------------------- | ----------- |
| Num         | Coureur                       | Pos         |
| 51          | Joaquim Rodríguez (ESP)       | 2e          |
| 52          | Giampaolo Caruso (ITA)        | 80e         |
| 53          | Alexandr Kolobnev (RUS)       | 75e         |
| 54          | Alberto Losada (ESP)          | 67e         |
| 55          | Daniel Moreno (ESP)           | 52e         |
| 56          | Yury Trofimov (RUS)           | 26e         |
| 57          | Ángel Vicioso (ESP)           | 79e         |
| 58          | Eduard Vorganov (RUS) (Route) | 101e        |

| Saxo-Tinkoff TST | Saxo-Tinkoff TST           | Saxo-Tinkoff TST |
| ---------------- | -------------------------- | ---------------- |
| Num              | Coureur                    | Pos              |
| 61               | Alberto Contador (ESP)     | 57e              |
| 62               | Mads Christensen (DEN)     | 102e             |
| 63               | Roman Kreuziger (CZE)      | 125e             |
| 64               | Karsten Kroon (NED)        | 109e             |
| 65               | Nicolas Roche (IRL)        | 61e              |
| 66               | Chris Anker Sørensen (DEN) | 39e              |
| 67               | Nicki Sørensen (DEN)       | 17e              |
| 68               | Oliver Zaugg (SUI)         | 111e             |

| RadioShack-Leopard RLT | RadioShack-Leopard RLT       | RadioShack-Leopard RLT |
| ---------------------- | ---------------------------- | ---------------------- |
| Num                    | Coureur                      | Pos                    |
| 71                     | Andy Schleck (LUX)           | 41e                    |
| 72                     | Matthew Busche (USA)         | 69e                    |
| 73                     | Laurent Didier (LUX) (Route) | 143e                   |
| 74                     | Tony Gallopin (FRA)          | 29e                    |
| 75                     | Ben Hermans (BEL)            | 82e                    |
| 76                     | Benjamin King (USA)          | 138e                   |
| 77                     | Maxime Monfort (BEL)         | 81e                    |
| 78                     | Haimar Zubeldia (ESP)        | 43e                    |

| Omega Pharma-Quick Step OPQ | Omega Pharma-Quick Step OPQ | Omega Pharma-Quick Step OPQ |
| --------------------------- | --------------------------- | --------------------------- |
| Num                         | Coureur                     | Pos                         |
| 81                          | Michał Kwiatkowski (POL)    | 92e                         |
| 82                          | Gianluca Brambilla (ITA)    | AB                          |
| 83                          | Kevin De Weert (BEL)        | 144e                        |
| 84                          | Jérôme Pineau (BEL)         | 27e                         |
| 85                          | Pieter Serry (BEL)          | 56e                         |
| 86                          | Kristof Vandewalle (BEL)    | 133e                        |
| 87                          | Julien Vermote (BEL)        | 99e                         |
| 88                          | Carlos Verona (ESP)         | 91e                         |

| Garmin-Sharp GRS | Garmin-Sharp GRS             | Garmin-Sharp GRS |
| ---------------- | ---------------------------- | ---------------- |
| Num              | Coureur                      | Pos              |
| 91               | Ryder Hesjedal (CAN)         | 8e               |
| 92               | Thomas Dekker (NED)          | 107e             |
| 93               | Nathan Haas (AUS)            | 88e              |
| 94               | Alex Howes (USA)             | AB               |
| 95               | Michel Kreder (NED)          | 83e              |
| 96               | Daniel Martin (IRL)          | 1er              |
| 97               | Peter Stetina (USA)          | 42e              |
| 98               | Fabian Wegmann (GER) (Route) | 47e              |

| Movistar MOV | Movistar MOV             | Movistar MOV |
| ------------ | ------------------------ | ------------ |
| Num          | Coureur                  | Pos          |
| 101          | Alejandro Valverde (ESP) | 3e           |
| 102          | Andrey Amador (CRC)      | AB           |
| 103          | Rui Costa (POR)          | 9e           |
| 104          | Imanol Erviti (ESP)      | AB           |
| 105          | Pablo Lastras (ESP)      | AB           |
| 106          | Ángel Madrazo (ESP)      | AB           |
| 107          | Nairo Quintana (COL)     | 50e          |
| 108          | Giovanni Visconti (ITA)  | 54e          |

| Blanco BLA | Blanco BLA                 | Blanco BLA |
| ---------- | -------------------------- | ---------- |
| Num        | Coureur                    | Pos        |
| 111        | Bauke Mollema (NED)        | 77e        |
| 112        | Marc Goos (NED)            | AB         |
| 113        | Paul Martens (GER)         | 55e        |
| 114        | Lars Petter Nordhaug (NOR) | 15e        |
| 115        | Tom-Jelte Slagter (NED)    | 34e        |
| 116        | Bram Tankink (NED)         | 78e        |
| 117        | David Tanner (AUS)         | 131e       |
| 118        | Laurens ten Dam (NED)      | 49e        |

| Cofidis COF | Cofidis COF               | Cofidis COF |
| ----------- | ------------------------- | ----------- |
| Num         | Coureur                   | Pos         |
| 121         | Daniel Navarro (ESP)      | 103e        |
| 122         | Edwig Cammaerts (BEL)     | 141e        |
| 123         | Jérôme Coppel (FRA)       | 118e        |
| 124         | Christophe Le Mével (FRA) | 71e         |
| 125         | Luis Ángel Maté (ESP)     | 117e        |
| 126         | Rein Taaramäe (EST)       | 123e        |
| 127         | Tristan Valentin (FRA)    | 140e        |
| 128         | Romain Zingle (BEL)       | 134e        |

| Lampre-Merida LAM | Lampre-Merida LAM      | Lampre-Merida LAM |
| ----------------- | ---------------------- | ----------------- |
| Num               | Coureur                | Pos               |
| 131               | Damiano Cunego (ITA)   | 30e               |
| 132               | Matteo Bono (ITA)      | AB                |
| 133               | Davide Cimolai (ITA)   | AB                |
| 134               | Manuele Mori (ITA)     | 68e               |
| 136               | Michele Scarponi (ITA) | 5e                |
| 137               | Simone Stortoni (ITA)  | 136e              |
| 138               | Diego Ulissi (ITA)     | 20e               |
| 139               | Mattia Cattaneo (ITA)  | AB                |

| FDJ | FDJ                     | FDJ  |
| --- | ----------------------- | ---- |
| Num | Coureur                 | Pos  |
| 141 | Arnold Jeannesson (FRA) | 45e  |
| 142 | Sandy Casar (FRA)       | 106e |
| 143 | Pierrick Fédrigo (FRA)  | 35e  |
| 144 | Alexandre Geniez (FRA)  | AB   |
| 145 | Laurent Pichon (FRA)    | AB   |
| 146 | Geoffrey Soupe (FRA)    | 113e |
| 147 | Benoît Vaugrenard (FRA) | 11e  |
| 148 | Arthur Vichot (FRA)     | 40e  |

| IAM | IAM                              | IAM  |
| --- | -------------------------------- | ---- |
| Num | Coureur                          | Pos  |
| 151 | Stefan Denifl (AUT)              | 22e  |
| 152 | Matthias Brändle (AUT)           | 94e  |
| 153 | Rémi Cusin (FRA)                 | 104e |
| 154 | Jonathan Fumeaux (SUI)           | AB   |
| 155 | Reto Hollenstein (SUI)           | 100e |
| 156 | Pirmin Lang (SUI)                | 130e |
| 157 | Alexandr Pliuschin (MDA) (Route) | AB   |
| 158 | Marcel Wyss (SUI)                | 64e  |

| Lotto-Belisol LTB | Lotto-Belisol LTB         | Lotto-Belisol LTB |
| ----------------- | ------------------------- | ----------------- |
| Num               | Coureur                   | Pos               |
| 161               | Jelle Vanendert (BEL)     | 18e               |
| 162               | Gaëtan Bille (BEL)        | 139e              |
| 163               | Bart De Clercq (BEL)      | 126e              |
| 164               | Francis De Greef (BEL)    | 97e               |
| 165               | Jurgen Van de Walle (BEL) | 135e              |
| 166               | Tosh Van der Sande (BEL)  | AB                |
| 167               | Dennis Vanendert (BEL)    | 95e               |
| 168               | Tim Wellens (BEL)         | AB                |

| Euskaltel Euskadi EUS | Euskaltel Euskadi EUS | Euskaltel Euskadi EUS |
| --------------------- | --------------------- | --------------------- |
| Num                   | Coureur               | Pos                   |
| 171                   | Samuel Sánchez (ESP)  | 37e                   |
| 172                   | Igor Antón (ESP)      | 12e                   |
| 173                   | Mikel Astarloza (ESP) | 72e                   |
| 174                   | Ion Izagirre (ESP)    | 87e                   |
| 175                   | Gorka Izagirre (ESP)  | 90e                   |
| 176                   | Egoi Martínez (ESP)   | 73e                   |
| 177                   | Rubén Pérez (ESP)     | AB                    |
| 178                   | Romain Sicard (FRA)   | 115e                  |

| AG2R La Mondiale ALM | AG2R La Mondiale ALM    | AG2R La Mondiale ALM |
| -------------------- | ----------------------- | -------------------- |
| Num                  | Coureur                 | Pos                  |
| 181                  | Rinaldo Nocentini (ITA) | 14e                  |
| 182                  | Romain Bardet (FRA)     | 13e                  |
| 183                  | Carlos Betancur (COL)   | 4e                   |
| 184                  | Mikaël Cherel (FRA)     | 60e                  |
| 185                  | John Gadret (FRA)       | 31e                  |
| 186                  | Ben Gastauer (LUX)      | AB                   |
| 187                  | Blel Kadri (FRA)        | 85e                  |
| 188                  | Matteo Montaguti (ITA)  | 120e                 |

| Accent Jobs-Wanty AJW | Accent Jobs-Wanty AJW   | Accent Jobs-Wanty AJW |
| --------------------- | ----------------------- | --------------------- |
| Num                   | Coureur                 | Pos                   |
| 191                   | Steven Caethoven (BEL)  | AB                    |
| 192                   | Tim De Troyer (BEL)     | AB                    |
| 193                   | Thomas Degand (BEL)     | AB                    |
| 194                   | Jempy Drucker (LUX)     | AB                    |
| 195                   | Jérôme Gilbert (BEL)    | AB                    |
| 196                   | Will Routley (CAN)      | AB                    |
| 197                   | Staf Scheirlinckx (BEL) | AB                    |
| 198                   | Nicolas Vogondy (FRA)   | 119e                  |

| Orica-GreenEDGE OGE | Orica-GreenEDGE OGE     | Orica-GreenEDGE OGE |
| ------------------- | ----------------------- | ------------------- |
| Num                 | Coureur                 | Pos                 |
| 201                 | Simon Gerrans (AUS)     | 10e                 |
| 202                 | Michael Albasini (SUI)  | 51e                 |
| 203                 | Simon Clarke (AUS)      | 58e                 |
| 204                 | Michael Matthews (AUS)  | 128e                |
| 205                 | Christian Meier (CAN)   | 105e                |
| 206                 | Travis Meyer (AUS)      | 112e                |
| 207                 | Wesley Sulzberger (AUS) | 89e                 |
| 208                 | Pieter Weening (NED)    | 33e                 |

| Vacansoleil-DCM VCD | Vacansoleil-DCM VCD             | Vacansoleil-DCM VCD |
| ------------------- | ------------------------------- | ------------------- |
| Num                 | Coureur                         | Pos                 |
| 211                 | Björn Leukemans (BEL)           | 28e                 |
| 212                 | Thomas De Gendt (BEL)           | 132e                |
| 213                 | Sergueï Lagoutine (UZB) (Route) | 44e                 |
| 214                 | Pim Ligthart (NED)              | AB                  |
| 215                 | Marco Marcato (ITA)             | 114e                |
| 216                 | Rob Ruijgh (NED)                | 129e                |
| 217                 | Rafael Valls (ESP)              | 48e                 |
| 218                 | Frederik Veuchelen (BEL)        | 146e                |

| Topsport Vlaanderen-Balosie TSV | Topsport Vlaanderen-Balosie TSV | Topsport Vlaanderen-Balosie TSV |
| ------------------------------- | ------------------------------- | ------------------------------- |
| Num                             | Coureur                         | Pos                             |
| 221                             | Sander Armée (BEL)              | AB                              |
| 222                             |                                 |                                 |
| 223                             | Sander Helven (BEL)             | AB                              |
| 224                             | Pieter Jacobs (BEL)             | 127e                            |
| 225                             | Eliot Lietaer (BEL)             | AB                              |
| 226                             | Stijn Neirynck (BEL)            | AB                              |
| 227                             | Preben Van Hecke (BEL)          | 147e                            |
| 228                             | Arthur Vanoverberghe (BEL)      | AB                              |

| Argos-Shimano ARG | Argos-Shimano ARG       | Argos-Shimano ARG |
| ----------------- | ----------------------- | ----------------- |
| Num               | Coureur                 | Pos               |
| 231               | Simon Geschke (GER)     | 19e               |
| 232               | William Clarke (AUS)    | AB                |
| 233               | Tom Dumoulin (NED)      | 121e              |
| 234               | Patrick Gretsch (GER)   | AB                |
| 235               | Yann Huguet (FRA)       | AB                |
| 236               | Thierry Hupond (FRA)    | 145e              |
| 237               | François Parisien (CAN) | AB                |
| 238               | Thomas Peterson (USA)   | AB                |

| Crelan-Euphony CRE | Crelan-Euphony CRE        | Crelan-Euphony CRE |
| ------------------ | ------------------------- | ------------------ |
| Num                | Coureur                   | Pos                |
| 241                | Joeri Bueken (BEL)        | AB                 |
| 242                | Sébastien Delfosse (BEL)  | 93e                |
| 243                | Gilles Devillers (BEL)    | 148e               |
| 244                | Reinier Honig (NED)       | AB                 |
| 245                | Egidijus Juodvalkis (LTU) | AB                 |
| 246                | Christophe Prémont (BEL)  | AB                 |
| 247                | Klaas Sys (BEL)           | AB                 |
| 248                | Maxime Vantomme (BEL)     | 65e                |